# 菅良太郎
菅 良太郎（かん りょうたろう、1982年〈昭和57年〉4月7日 - ）は、日本のお笑いタレント。お笑いトリオ・パンサーのボケ、ネタ作り担当。立ち位置は左。東京都練馬区出身。吉本興業所属。身長173 cm、体重62 kg、血液型A型。

## 来歴
2003年に東京NSCに9期生として入学。東京NSC同期である畑中しんじろうとのコンビ『ハイアンドロー』として活動していたが、畑中に「新しい笑いを見つけた」と言われ解散。コンビ解散後からパンサー結成までの期間、同期の『ジューシーズ』の単独ライブ程度にしか出演しておらず、芸人としては活動休止状態にあった。
2008年6月16日に尾形貴弘、向井慧とパンサーを結成。
よしもと男前ランキング・2010年第38位、2011年第44位、2012年第45位、2013年第32位。

## 人物
- 東京都練馬区出身。 北豊島高等学校卒業。33歳まで実家暮らしをしていた。実家はほどほどに裕福だったため、売れなかった頃はアルバイトもしていなかった[1]。
- 元ギャル男で、パラパラをよく踊っていたことを『有吉の壁』（日本テレビ）で公表している。また、全盛期は100曲も踊れたという。
- 名字を「管」と間違えられやすいが、正しくは「菅」である。
- 同期の芸人からは「菅ちゃん」と呼ばれることがある。
- ネコが大好き。生まれ変わったらなりたいものも携帯電話の待ち受け画面もネコ。ネコが好きすぎて、お気に入りのネコの動画フォルダを作っている[2]。レギュラー番組『やすだの歩き方』（CBCテレビ）では自身の持ち込み企画でペットショップに行きネコ3匹を購入した（そのペットショップには相方向井の姉が偶然勤めていた。）[3]。その縁で、猫専門バラエティ番組『ねこ自慢』（BS-TBS）では、サンシャイン池崎に次ぐ出演頻度である。
- 声優やアニメが好きで、特に声優では能登麻美子が好きだと述べている。アニメや爬虫類のフィギュアも収集している。
- 甘い食べ物が苦手であり、カスタードプリンを食べるだけで泣きそうになる。
- ネタの台本の尾形の台詞は15秒で考えているらしい。また、菅の書く尾形のセリフに「サンキュー！」の文字はない[4]。
- 『今の相方以外で組みたい人は？』という質問で野田クリスタル（マヂカルラブリー）と挙げ、今の相方以外の誰と組んでも良いのであれば5人組が理想で、メンバーは同期のしずるの2人と、松橋周太呂（元ジューシーズ）、野田クリスタルを挙げている[5]。松橋周太呂とともに断食に一週間挑戦し、近況を自身のTwitter内で呟いていた。
- 野田クリスタル（マヂカルラブリー）、橘実（エリートヤンキー）と共に『かんみのだ』というライブをやっている。
- 向井が「パンサーの中で一番熱いのは菅さん」と述べるほど、見た目のイメージとは違い熱い性格で、すぐ泣きそうになる尾形（実際には泣いていない）よりも実際はとても涙もろい。2700のケンカを泣きながら止めたという。
- 音楽が好きで、音楽にからんだ企画のときはテンションがあがってしまう。またiPodのプレイリストをシチュエーションごとに細かく分けて聴いている。「雨の日」や「夏の夜の風が心地よいとき」、「天気の良いとき」など[6]。赤い公園やクリープハイプ・尾崎世界観などのミュージシャンとも交友関係がある。
- 阿佐ヶ谷ロフトAにて、音楽好き仲間である嶋佐和也（ニューヨーク）、タイ（やさしいズ）、坂田光（サンシャイン）と共に『くだらないの中に』という音楽について語るライブを定期的に行っている。
- 菅義偉が官房長官になった頃から「すが」と名字の読みを間違われるようになった。
- 2024年、睡眠時無呼吸症候群の治療のため体内に電極を埋め込んだことから、電気ショックを伴う仕事を受けることができなくなった[7]。

## 出演
※単独出演以外はパンサー を参照。

### テレビバラエティ
- ドリームクリエイター（テレビ東京、2011年10月21日）
- アメトーーク！特別編 プレゼン大会若手芸人SP（テレビ朝日、2013年6月22日）
- 変装かくれんぼ ハイド&シーク（TBS、2019年10月5日）
- THE鬼タイジ（TBS、2020年12月5日）
- ねこ自慢（BS-TBS、不定期出演）

### ドラマ
- 容疑者は8人の人気芸人（2015年4月18日、フジテレビ） - 本人 役
- でっけぇ風呂場で待ってます（2021年、日本テレビ） - 先輩神様 役 (第8話)[8]
- 明日、私は誰かのカノジョ（2022年6月29日、MBS） - スカウト 役

### CM
- アース製薬「おすだけアースレッド 無煙プッシュ」（2022年3月31日 - ）[9]

### 舞台
- 2012年-「大喜利結社 黒のペン」（神保町花月） - 月1回開催
  - グランジ - 五明主催の大喜利イベント

### Web配信
- かんみのだ（ニコニコ生放送、2011年 - 2013年） - 月1回

### ラジオ
- こねくと（TBSラジオ、2023年4月3日 - ） - 月曜パートナー[10]
- 音楽酒場「音ぼけ」（2025年1月31日 - 、stand.fm）[11]